# Bigeum-myeon
Bigeum-myeon (koreanska: 비금면) är en socken i kommunen Sinan-gun i provinsen Södra Jeolla i den sydvästra delen av Sydkorea, 325 km söder om huvudstaden Seoul.   Bigeum-myeon består av tre bebodda öar, varav den största är Bigeumdo (48 km² / 3 404 invånare), och mindre kringliggande obebodda öar.